# Orchestre symphonique national de la RAI

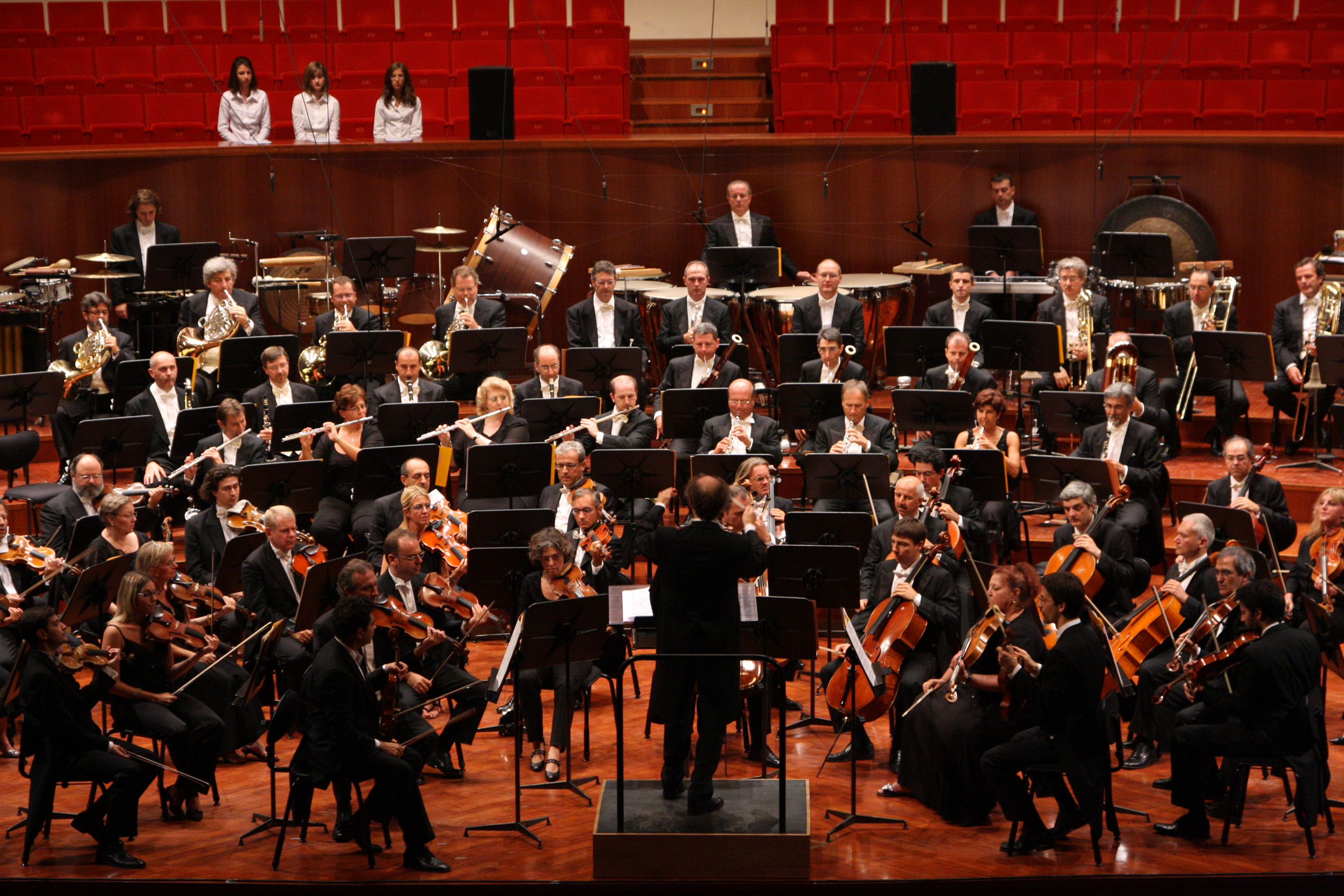
En concert sous la direction de Peter Rundel en 2008.

L’orchestre symphonique national de la RAI (en italien Orchestra Sinfonica Nazionale della RAI) est un orchestre symphonique né en 1994 de la fusion des quatre orchestres de la RAI, ceux de Turin (Orchestre symphonique de la RAI de Turin), Rome (Orchestre symphonique de la RAI de Rome), Naples (Orchestre de chambre « Alessandro Scarlatti » de la RAI de Naples (it)) et de Milan (Orchestre symphonique de la RAI de Milan).

## Historique
Le premier orchestre symphonique de la RAI est créé en 1931 à Turin, avant que ne soient créés ceux de Rome, Milan et Naples. Ces orchestres furent notamment dirigés par Vittorio Gui, Wilhelm Furtwängler, Herbert von Karajan, Adriano Guarnieri, Igor Stravinsky, Leopold Stokowski, Sergiu Celibidache, Carlo Maria Giulini, Mario Rossi, Lorin Maazel, Thomas Schippers, Zubin Mehta, Wolfgang Sawallisch et Léo Ferré.
En 1994, le nouvel orchestre symphonique a été dirigé par Georges Prêtre et Giuseppe Sinopoli. Sur son podium se sont succédé Roberto Abbado, Iouri Aronovitch, Gerd Albrecht, Riccardo Chailly, Myung-Whun Chung, James Conlon, Mikko Franck, Rafael Frühbeck de Burgos, Valery Gergiev, Eliahu Inbal, Marek Janowski, Dmitri Kitaïenko, Alexandre Lazarev, Mstislav Rostropovitch et Yutaka Sado.
Le siège de l'orchestre est désormais à Turin et il est dirigé par Juraj Valčuha à partir de novembre 2009. Jeffrey Tate en a été le premier directeur hôte de 1998 à 2002, en devenant ensuite directeur honoraire. De 2001 à 2007, c'est Rafael Frühbeck de Burgos qui en a été directeur principal.
En 2023, Andrés Orozco-Estrada est nommé chef principal de l’orchestre de la RAI pour une durée de trois ans.

## Chefs permanents
Comme chefs permanents de l'orchestre se sont succédé, :
- Frank Shipway (en) (1993-1996) ;
- Eliahu Inbal (chef honoraire, 1996-2001) ;
- Rafael Frühbeck de Burgos (2001-2007) ;
- Juraj Valčuha (2009-2015) ;
- James Conlon (2016-2020) ;
- Andrés Orozco-Estrada (depuis octobre 2023).

## Créations
L'Orchestre symphonique national de la RAI est le créateur de plusieurs œuvres, de Gilberto Bosco (Concerto in forma du variazioni, 2000), Niccolò Castiglioni (Les Harmonies, 1996), Aureliano Cattaneo (Selfportrait with orchestra, 2013), Ivan Fedele (Arco di vento pour clarinette et orchestre, 2005 ; Lexikon, 2011), Stefano Gervasoni (Meta'della ripa, 2006), Luis de Pablo (Casi un espejo, 2005 ; Passio, commande, 2007), Alessandro Solbiati (it) (Sinfonia, 2005 ; Sinfonia secunda, commande, 2006), Michele Tadini (Je vous en prix, 2014), Fabio Vacchi (Canti d'ombre, 2005), Ivan Vandor (it)(Offrande, version révisée, 2014) et Giovanni Verrando (Tryptich pour orchestre, commande, 2006), notamment. 